# Jewgienij Szwarc
Jewgienij Lwowicz Szwarc (ros. Евге́ний Льво́вич Шварц; ur. 9 października?/21 października 1896 w Kazaniu, zm. 15 stycznia 1958 w Leningradzie) – rosyjski dramatopisarz, autor baśni teatralnych i scenariuszy filmowych.

## Życiorys
Urodził się w rodzinie lekarza i słuchaczki kursów położniczych. Ojciec był ochrzczonym Żydem, matka Rosjanką. W wieku 7 lat został ochrzczony w kościele prawosławnym.
W latach 1913–1916 studiował prawo na Uniwersytecie Moskiewskim.
W 1916 roku został wcielony do armii rosyjskiej i skierowany na front zachodni. Po rewolucji bolszewickiej opowiedział się za Białymi. Podczas szturmu na Krasnodar doznał szeregu poważnych obrażeń i ran. W okresie 1919–1921 zajmował się konferansjerską i aktorstwem w Rostowie nad Donem i w Piotrogrodzie. W 1922 roku był sekretarzem Kornieja Czukowskiego. W latach 1923–1924 był dziennikarzem w Zagłębiu Donieckim. Od 1925 do 1931 roku współpracował z Samuiłem Marszakiem w leningradzkim oddziale Państwowego Wydawnictwa Literatury dla Dzieci. Utrzymywał związki z grupą literacką „Bracia Serafiońscy” oraz z oberiutami.
Od 1928 roku napisał około 30 baśni teatralnych z podtekstami politycznymi, w których dobro wprawdzie zwycięża, lecz droga do tego zwycięstwa nie jest łatwa. Sporo publikował w czasopismach dla dzieci „Jeż” (Ёж) i „Czyżyk” (Чиж), których był stałym współpracownikiem od 1925 roku.
W 1934 roku dla leningradzkiego Music-hallu napisał sztukę „Nagi król”. W 1940 roku jego baśń dla dorosłych „Człowiek i jego cień” została zdjęta z afisza od razu po premierze. W 1944 roku napisał swoją najbardziej znaną sztukę Smok, opowiadającą o „zrobaczywieniu dusz ludzkich” w systemie totalitarnym. Po premierze (sztukę reżyserował Nikołaj Akimow) uznano, że to „baśń szkodliwa”. Aż do 1962 roku była zakazana.
W 1962 roku teatr Sowriemiennik wystawił sztukę Nagi król w reżyserii mało znanej jeszcze Margarity Mikaelan, ale ze znakomitą wówczas obsadą aktorską: Jewgienij Jewstigniejew (Król), Igor Kwasza (Pierwszy Minister), Nina Doroszyna (Księżniczka) i Ludmiła Gurczenko (Guwernantka), dzięki czemu w dużej mierze spektakl stał się synonimem odwilży lat sześćdziesiątych XX wieku w ZSRR.
Wiele jego utworów przetłumaczonych zostało na obce języki i do dzisiaj utrzymują się w repertuarze teatralnym.
Pochowany na Cmentarzu Bogosłowskim w Petersburgu.

## Realizacje sceniczne

### W Polsce
Realizacje sceniczne w Polsce:
- Baśń o zmarnowanym czasie, prapremiera polska: 1 czerwca 1963, Teatr Lalek „Pleciuga”, Szczecin[7]
- Cień(inne języki), Białostocki Teatr Lalek, Białystok, 19 marca 2017[8], a wcześniej spektakl z 28 kwietnia 1973 w warszawskim Teatrze Rozmaitości, dla którego libretto opracował Wojciech Młynarski[9][10]
- Czerwony Kapturek – również pod nazwą Zając w potrzasku albo Czerwony Kapturek, prapremiera polska: 14 listopada 1948, Teatr Młodego Widza, Wrocław[11]
- Człowiek i cień, prapremiera polska: 16 października 1956, Teatr Telewizji[12]
- Klonowi bracia – inne tytuły sztuki w polskich realizacjach: Dwa klony oraz Baśń o zaklętych braciach, prapremiera polska: 9 czerwca 1963, Teatr Ziemi Krakowskiej im. Ludwika Solskiego, Tarnów[13]. W 1989 operę Krzysztofa Meyera według tej sztuki wystawił Teatr Wielki w Poznaniu.
- Kopciuszek, prapremiera polska: 17 września 1954, Teatr Powszechny w Łodzi[14]
- Królowa Śniegu – inny tytuł: Śnieżna baśń, prapremiera polska: 3 listopada 1948, Teatr Młodego Widza, Kraków[15]
- Nagi król, prapremiera polska: 23 lutego 1963, Teatr im. Stefana Jaracza, Olsztyn-Elbląg[16]
- Najzwyklejszy cud – inny tytuł: Cud nie cud, prapremiera polska: 11 lutego 1961, Teatr Ziemi Łódzkiej, Łódź[17]
- Smok, prapremiera polska: 7 czerwca 1961, Teatr Ludowy, Kraków-Nowa Huta[18]

### W pozostałych krajach
- Człowiek i cień – w 1974 roku operę na motywach tej sztuki skomponował Fritz Geißler
- Smok stał się podstawą opery Lanzelot Paula Dessaua (1969)

### Wybrane scenariusze filmowe
- 1934: Obudźcie Lenoczkę
- 1936: Lenoczka i winogrona
- 1947: Kopciuszek
- 1957: Don Kichot
- 1966: Królowa Śniegu

Źródło: